# (15907) Robot
(15907) Robot (1997 TG10) – planetoida z pasa głównego asteroid okrążająca Słońce w ciągu 3,48 lat w średniej odległości 2,3 j.a. Odkryta 6 października 1997 roku.